# Philipp Schubach
Philipp Schubach (* 16. Oktober 1858 in Beindersheim im Rhein-Pfalz-Kreis; gestorben nach Juni 1924) war ein deutscher Verwaltungsjurist und Bezirksamtmann.

## Leben
Philipp Schubach studierte Rechtswissenschaften an der Friedrich-Alexander-Universität Erlangen-Nürnberg und der Ludwig-Maximilians-Universität München. Seit 1877 gehörte er der Burschenschaft Germania Erlangen an. 1884 legte er das Große juristische Staatsexamen (Note II) ab und wurde Assessor beim Bezirksamt Pegnitz, Bezirksamt Kusel und beim Bezirksamt Kaiserslautern. Zum 1. Dezember 1896 wurde er als Bezirksamtmann mit der Leitung des Bezirksamtes Sonthofen betraut. Dort blieb er bis zu seinem Wechsel am 16. September 1902 als Bezirksamtsvorstand in Dürkheim. Zum Jahresbeginn 1907 zum Regierungsrat ernannt, blieb er bis zu seiner Pensionierung zum 1. November 1919 in diesem Amt. Anschließend war er noch bis 1922 im Kommunalverband Pfalz tätig.
Schubach war Secondelieutenant bei der Landwehr.